# Miami Boys Choir
El Miami Boys Choir (en español: Coro de Chicos de Miami) es un coro de niños de música religiosa judía contemporánea.

## Historia
El coro fue fundado en 1977 por Yerachmiel Begun, el Miami Boys Choir fue parte de un aumento en la popularidad de la música coral judía. El uso de un coro de niños está relacionado con la prohibición judía ortodoxa de escuchar a una mujer cantar.
Mientras el grupo se formó en Miami Beach, Florida, después de lanzar los primeros álbumes, Begun trasladó el coro a Nueva York. Aunque mantuvo la palabra "Miami" en el nombre del grupo, se publicaron álbumes posteriores con chicos principalmente de las áreas de Nueva York y Nueva Jersey.
Con el paso de los años, la imagen del coro ha cambiado con los tiempos. Originalmente se llamaba "Miami Choir Boys". Además, los títulos de los álbumes han cambiado lentamente con el tiempo, de tener sólo títulos hebreos, han pasado a tener títulos en inglés y en hebreo juntos.

## Ventas
En comparación con los artistas convencionales, el coro no ha tenido resultados espectaculares en términos de ventas. Sin embargo, en el mundo de la música judía, se reconoce que el grupo ha tenido éxito. Un ejemplo es uno de sus álbumes que fue lanzado en 2005, "Miami Revach", que supuestamente vendió más de 15.000 copias sólo en las primeras semanas. Desde muy temprano, el coro ha lanzado versiones en DVD y VHS de sus álbumes en vivo. En 2005, el álbum Miami Revach fue lanzado en formato de video de alta definición.